# O Profeta
O Profeta (Le Prophète) est une telenovela brésilienne diffusée en 2006-2007 par Rede Globo.